# Nils-Olof Franzén

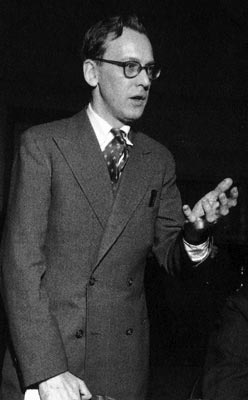

Nils-Olof Franzén (* 23. August 1916 in Oxelösund, Schweden; † 24. Februar 1997) war ein schwedischer Autor von in erster Linie Detektiv- und Kriminalromanen, Verfasser von Biographien sowie Programmdirektor beim Schwedischen Hörfunk von 1956 bis 1973. Berühmt wurde er durch seine Bücher um den fiktiven skurrilen Detektiv Agaton Sax. Weitere von ihm in den 1960ern kreierte Romanfiguren sind Göran Ulv, Fred Y und Herr Zippo.
Er verfasste Biografien von Hjalmar Branting, Alfred Dreyfus, dem schwedischen Sportjournalisten Sven Jerring, Jenny Lind, Molière, Wolfgang Amadeus Mozart, Christina Nilsson, Gioacchino Rossini und Émile Zola.